# Franz Reuleaux
Franz Reuleaux (30 de setembre de 1829 - 20 d'agost de 1905), va ser un enginyer mecànic alemany, membre de la Berlin Royal Technical Academy, de la qual arribaria a ser president. Sovint se'l considera el pare de la cinemàtica ; va ser un dels líders en la seva professió i va contribuir en diferents àrees de la ciència i el coneixement tècnic. Avui dia, és sens dubte conegut i recordat per la seva idea del Triangle Reuleaux, una corba d'amplada constant que ell va ajudar a desenvolupar com una forma de mecanisme útil.

## Biografia

Triangle Reuleaux

Franz Reuleaux va néixer a Eschweiler (Alemanya), per aquell temps una població del regne de Prússia. El seu pare i avi van ser constructors de maquinària i, des de petit, va tenir relació amb aquest món. Va realitzar uns anys d'entrenament tècnic a la Universitat de Karlsruhe, i després va anar a estudiar a les universitats de Berlín i Bonn.
Després d'un temps en el negoci familiar, Reuleaux es va convertir en professor de l'ETH de Zuric. Compaginant aquesta ocupació, en 1879 es va convertir en rector de la Königs Technischen Hochschule Berlín - Charlottenburg, que era un institut tècnic superior amb una plantilla d'uns 300 docents. Va arribar a ser un reconegut en les seves facetes d'enginyer-científic, professor, consultor en temes industrials, reformador de l'ensenyament i líder de l'elit tècnica alemanya.
Reuleaux va ser designat cap del jurat alemany per a la Sisena Fira Mundial de la Indústria, que va ser inaugurada a la ciutat nord-americana de Filadèlfia el 10 de maig de 1876. Va admetre que les manufactures alemanyes eren bastant inferiors a les d'altres països participants i que el principi que regia la indústria alemanya era el de "barat i horrorós". Aquesta opinió va commocionar la indústria alemanya i va provocar nombrosos comentaris a la premsa.

## Cinemàtica
Reuleaux pensava que les màquines podien ser reduïdes a cadenes d'elements limitats en els seus moviments per components adjacents de la cadena cinemàtica. Així, va desenvolupar un complex mètode de notació simbòlica per descriure la topologia d'una gran varietat de mecanismes, mostrant com podria ser usada per a classificar-i fins i tot per inventar nous mecanismes. Becat pel govern alemany, va dirigir el disseny i construcció d'unes 300 peces de mecanisme simples com el mecanisme de quatre barres o la manovella. Aquests models van ser venuts a universitats amb propòsits pedagògics. Actualment, el set més complet d'aquesta sèrie es troba a la Facultat d'Enginyeria de la Universitat Cornell (Nova York).

## Obra
- Kinematics of Machinery (1875), ebook
- The Constructor (1861), ebook
- Kurzgefasste Geschichte der Dampfmaschine (1891)
- Thomassche Rechenmaschine (2d ed. 1892)